# Apiosordaria tuberculata
Apiosordaria tuberculata är en svampart som beskrevs av J.C. Krug, Udagawa & Jeng 1983. Apiosordaria tuberculata ingår i släktet Apiosordaria och familjen Lasiosphaeriaceae.   Inga underarter finns listade i Catalogue of Life.